# Polizeiruf 110: Schwarze Ladung
Schwarze Ladung ist ein deutscher Kriminalfilm von Otto Holub (1928–1977) aus dem Jahr 1976. Der Fernsehfilm erschien als 38. Folge der Filmreihe Polizeiruf 110.

## Handlung
Irmgard Meyer, Buchhalterin in einem Großmarkt-Lager für elektrische Haushaltsgeräte, kehrt aus dem Urlaub zurück. Gerade wird der 43. Geburtstag von Fahrer Rolf Gürtner gefeiert, als Lagerleiter Rottmann für den nächsten Tag eine Inventur ankündigt. Sofort muss die nervenschwache Irmgard wieder ihre Medizin nehmen. Sie verlässt die Feier eher und kommt am nächsten Morgen früher, um die während ihres Urlaubs angefallene Arbeit anzugehen. Sie entdeckt, dass im Lager eingebrochen wurde. Oberleutnant Peter Fuchs und Wachtmeister Lutz Subras übernehmen die Ermittlungen.
Der Einbruch sieht fingiert aus und schnell vermutet Lutz Subras, dass der Täter aus der Brigade Rottmann kommt und mit dem Einbruch die Unterschlagung von Waren vertuscht werden soll. Als die Ermittler am nächsten Tag die Lagerkartei anfordern, fehlt sie. Rottmann vermutet, dass Irmgard sie für Überprüfungen mit nach Hause genommen hat. Irmgard wiederum erscheint nicht zur Arbeit. Wenig später erfahren die Kollegen, dass sie mit einem Herzinfarkt ins Krankenhaus eingeliefert wurde und dort verstorben ist. Irmgards Tante, Frau Brinkmann, wird geholt und tritt die Nachlassverwaltung an. In einem Bootsschuppen auf Irmgards Wassergrundstück finden sich zahlreiche Waren aus dem Elektro-Lager. Dort wurde inzwischen bei der Inventur ein Fehlbetrag von 120.000 Mark ermittelt.
Auf Irmgards Schreibtisch lag neben der Lagerkartei und dazugehörigen Notizen auch ein maschinell geschriebener Liebesbrief an Irmgard. In ihm zieht sich der Geliebte von Irmgard wegen des großen Altersunterschieds zurück. Wesentlich älter als Irmgard ist in der Brigade Rottmann, wesentlich jünger der Beifahrer Schreiber. Beide werden von den Ermittlern befragt, haben den Brief aber nicht verfasst. Schreiber berichtet den Ermittlern jedoch ein Detail: Irmgard hatte vor einigen Monaten eine Neuerung eingeführt, die für den Betrieb nur Vorteile brachte: Fahrer Gürtner konnte auf dem Rückweg seiner Tour bei zwei Herstellerbetrieben vorbeifahren und Waren direkt abholen. Eine Leerfuhre entfiel dadurch, Geld wurde gespart. Die Waren stellte Gürtner nach Dienstschluss dann in einen Gang auf dem Lagergelände. Rottmann verteidigt die Vorgehensweise, bei der durch doppelte Prüfung auch keine Waren verschwinden konnten.
In einem Laden entdecken die Ermittler Waren, die aus dem Lager gestohlen wurden. Sie stammen wie andere seit vier Monaten gelieferte Waren laut Rechnung von der Firma Heinrich Menge Andenkenvertrieb. Die Ermittler befragen die Firmenleiterin Clara Menge, die die von Teilhaber Harald Röhl unterschriebene Rechnung als Fälschung entlarvt. Die Ermittler finden heraus, dass die Rechnung und der Liebesbrief auf der gleichen Schreibmaschine geschrieben wurden. Der Kreis der Verdächtigen spitzt sich auf Gürtner und Röhl zu, zumal die Notizen Irmgards auflisteten, wann Gürtner die Waren nachts ins Lager lieferte. Auch sie hatte ihn in Verdacht. Tatsächlich versuchen Gürtner und Röhl nun, die in der Firma Menge zwischengelagerte Ware eilig in Irmgards Haus zu bringen. Dort werden sie von der Polizei gestellt.
Gürtner gibt zu, die Waren vom Herstellerbetrieb abgeholt und einen Teil sofort abgezweigt zu haben. Die im Gegensatz zu den Lieferscheinen so entstandenen Fehlmengen habe er aus dem Lager selbst geholt und dazugestellt. Keiner wusste, dass er einen Nachschlüssel für die Lagertür hat, den Röhl anfertigen ließ. Gürtner machte Irmgard vor einem halben Jahr mit dem deutlich jüngeren Röhl bekannt. Sie blühte in der Zeit auf, was auch den Kollegen nicht verborgen blieb. Imponiert hatte ihr neben Röhls Charme auch sein Motorboot, in dem er sie und Gürtner beim ersten Treffen herumfuhr. Gürtner wollte nun ebenfalls ein Motorboot und Röhl bot ihm an, bei der Warenverschiebung mitzumachen, um das nötige Geld dafür zu verdienen. Bei der Befragung vor Peter Fuchs behauptet Röhl, mit allem nichts zu tun zu haben. Den Einbruch und die Warenverschiebung legt er Gürtner, Irmgard und am Ende sogar der alten Clara Menge zur Last. Den Brief habe er nicht geschrieben und die Unterschrift auf der Rechnung sei gefälscht. Er habe auch keine Schreibmaschine, behauptet Röhl, bis ihm Peter Fuchs die in seinem Haus gefundene Schreibmaschine plötzlich zeigt – mit der Brief und Rechnung geschrieben wurden.

## Produktion
Schwarze Ladung wurde vom 21. Juli bis 28. August 1975 unter den Arbeitstiteln Tiefenprüfung und Fische vom Amazonas in Berlin und Umgebung gedreht. Die Kostüme des Films schuf Margot Berndt, die Filmbauten stammen von Britta Bastian. Der Film erlebte am 25. April 1976 im 1. Programm des Fernsehens der DDR seine Fernsehpremiere. Die Zuschauerbeteiligung lag bei 57,6 Prozent.
Es war die 38. Folge der Filmreihe Polizeiruf 110. Oberleutnant Peter Fuchs ermittelte in seinem 23. Fall und Wachtmeister Lutz Subras in seinem 21. Fall. Die Kritik stellte fest, dass Giso Weißbach die Figur des Röhl als „einschichtigen Antipathieträger“ anlegte, der „schön, aber fies“ ist. Der Polizeiruf zählt zu jenen mit „handfeste[n] Delikte[n], hinter denen die Absicht der individuellen Bereicherung steht und die ‚zum Nachteil sozialistischen Eigentums‘ verübt werden.“
Subras markierte den Umkreis, in welchem der LKW bewegt wurde, auf einem älteren Stadtplan von München, also außerhalb der DDR. In der Schlussszene war die Schweizer Schreibmaschine Hermes Baby zu sehen, die in der DDR selten anzutreffen war.